# Hormizd II.

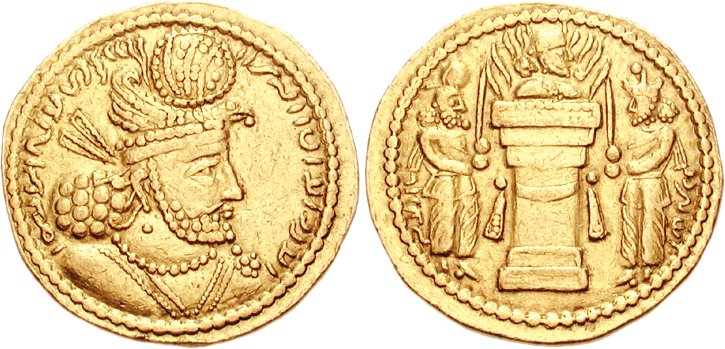
Münze Hormizds II.

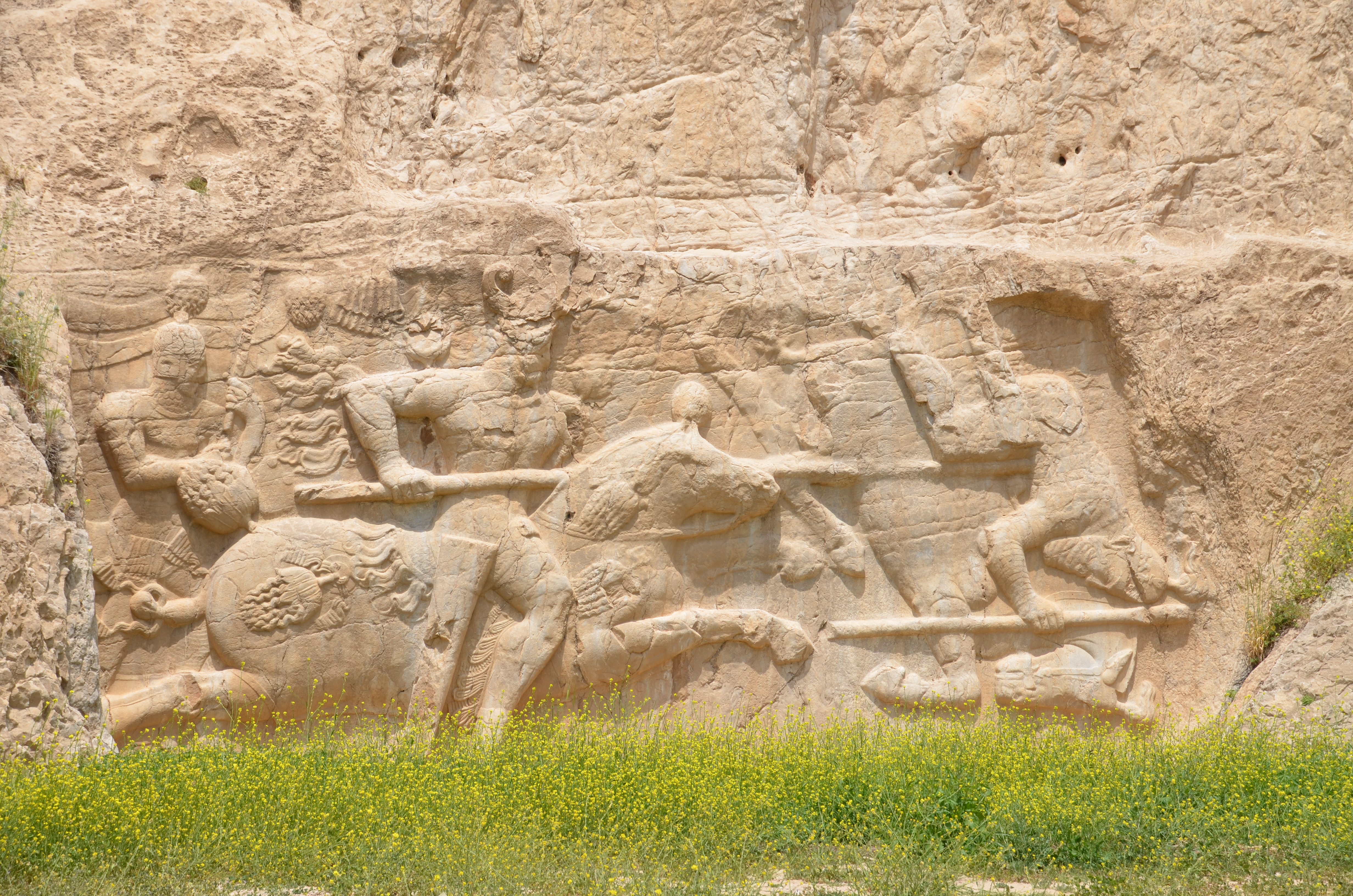
Felsrelief Hormizds II. bei Naqsch-e Rostam.

Hormizd II. (mittelpersisch Ōhramazdē; † 309) war von 302 bis 309 persischer Großkönig aus dem Haus der Sassaniden.
Hormizd (im Schahname auch Ormuzd-i Narsī genannt) trat die Nachfolge seines Vaters Narseh (Narsī) an; aus politischen Gründen heiratete er eine Prinzessin des Kuschana-Reiches. Während seiner Regierungszeit, über die insgesamt kaum etwas bekannt ist, kam es wohl zu keinen größeren Kampfhandlungen, obwohl manche (spätere) Quellen das Gegenteil behaupten, wie etwa die teilweise sehr problematische Chronik von Arbela. So soll er gegen das Römische Reich Krieg geführt haben, wovon römische Quellen jedoch nichts zu berichten wissen. Jedenfalls verhielt er sich gegenüber den Christen in seinem Reich recht tolerant, ließ aber zumindest einige Zeit die Manichäer verfolgen. Aussagen in den orientalischen Quellen deuten zudem auf Spannungen zwischen dem König und Teilen des Adels hin.
Als Hormizd bereits 309 starb, kam es zu heftigen Thronwirren. Offensichtlich bekämpften sich verschiedene Parteiungen, die sich um jeweils eigene Kandidaten scharten. Der älteste Sohn des Königs wurde getötet, der zweite geblendet, der dritte musste ins Imperium Romanum flüchten, und die siegreiche Adelspartei erhob stattdessen den vierten Sohn, Schapur II., zum König, welcher zu diesem Zeitpunkt ein Säugling war, aber in den folgenden Jahrzehnten einer der bedeutendsten Sassanidenkönige überhaupt werden sollte.